# Бурундийская кухня

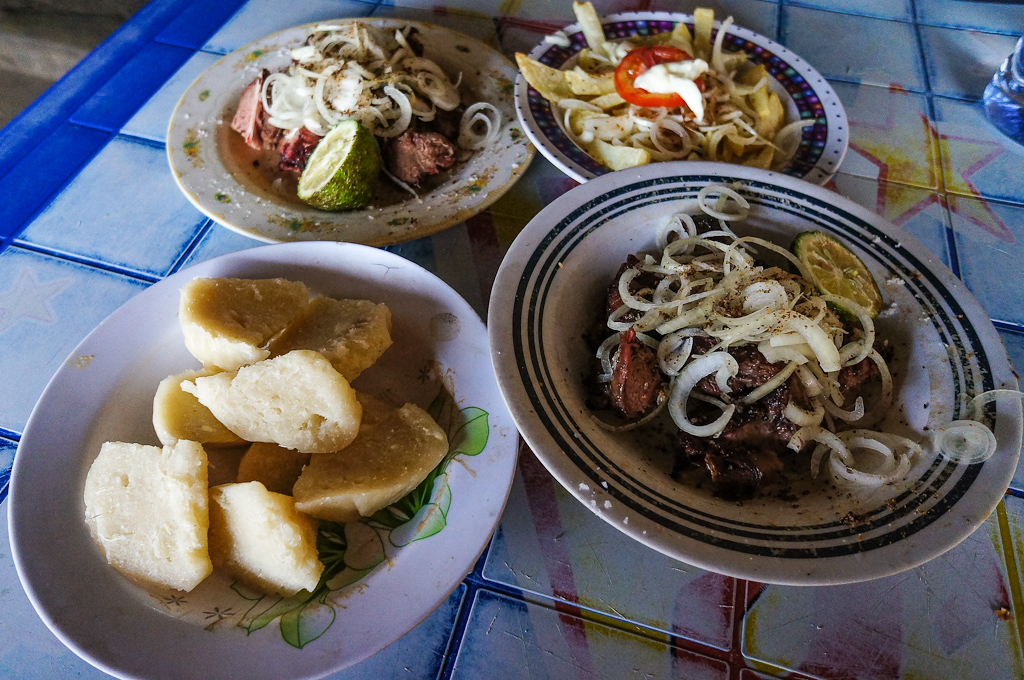
Мясо, приготовленное на гриле, с тапиокой

Кухня Бурунди обусловлена в первую очередь географическим положением и сельским хозяйством, хотя период колонизации также сильно повлиял на появление новых блюд.
Топография Бурунди разнообразна и включает в себя горы, саванну, леса, реки и обрабатываемые территории. На юге и западе страны расположено озеро Танганьика. Сельское хозяйство распространено на 80 % территории страны и включает в себя возделывание кофе, чая, кукурузы, бобов и маниока. Благодаря этому, бурундийская кухня является типичным представителем африканской кулинарной культуры, поскольку включает в себя бобы, экзотические фрукты (в основном бананы), сладкий картофель, маниок, ямс, горох, кукурузу и пшеницу.
В бурундийской кухне не так много мясных блюд, так как животноводство менее развито по сравнению с растениеводством. Тем не менее некоторые блюда включают мясо птицы, козлятину и баранину в свой состав. В основном блюда готовят варкой, тушением или на гриле.

## Доколониальная кухня
Исторически в Бурунди было распространено натуральное хозяйство, и диета зависела от тех продуктов, которые можно было вырастить в данной области. Самым распространенным и основным элементом кухни равниной части Бурунди был сорго. До колонизации сорго являлся основой диеты бурундийцев, а его одомашнивание сильно повлияло на развитие и становление монархии и бюрократии на территории Бурунди. В горной части страны место сорго занимают бананы и бобовые, попавшие в Бурунди в 17 веке. Другие культуры (например, томаты, маниок) были завезены в страну бельгийцами во второй половине 19 века. Новые культуры стали неотъемлемой частью диеты бурундийцев, но все равно уступают бобовым и бананам по общему употреблению.
Кухня Бурунди традиционно небогата животными белками. Даже скотоводы тутси редко забивали коров на мясо, а диета рядового представителя племени тутси мало чем отличалась от диеты хуту. В большинстве случаев тутси и хуту занимались натуральным хозяйством, и им принадлежали несколько голов крупного рогатого скота. Диета тутси была богаче молочными продуктами, но не мясом животных, так как коровы редко забивались и держались ради производства молока, а также были важным статусным символом. Даже самые богатые тутси могли позволить себе есть мясо только несколько раз в месяц. Жители околоводных территорий восполняли потребность в белках рыбой.

## Колониальный и современный период
Колонизация сильно изменила кухню Бурунди: стали выращиваться новые растения, появились блюда европейской кухни и т. д. Под влиянием Франции и Бельгии в Бурунди стали употреблять такие блюда, как крокеты, брошет и лягушачьи лапки. Их часто можно встретить в Бужумбуре и других крупных городах. Обычно подобные блюда подаются в kabare (тип баров) с гарниром из картофеля фри и майонезом.
Традиционная бурундийская кухня также претерпела сильные изменения в колониальный и постколониальный периоды. В Бурунди появились блюда других африканских стран, например, мичопо и угали. Индийская кухня также оказала сильное влияние на бурундийскую: чапати, блюда из риса и различные карри стали популярны в последние годы в Бурунди.

### Напитки
Чай и кофе были завезены бельгийцами и стали важной частью кулинарной культуры Бурунди. Кофе и чай являются основными экспортными продуктами Бурунди, поэтому практически все население страны в той или иной мере имеет отношение к данным продуктам. Оба напитка стали популярны в Бурунди и подаются в кафе и kabare по всей стране.
Алкогольные напитки появились в Бурунди ещё в доколониальный период. Традиционно производят два вида пива: из бананов urwarwa и из сарго impeke. Банановое пиво традиционно производится дома, а пиво из сарго — в промышленных пивоварнях.
Пиво и банановое вино начали производить в 17 веке. Банановое вино повсеместно распространено на всей территории страны и обычно употребляется в кругу семьи. После открытия пивоварен в Бужумбуре и Гитеге пиво стало популярным алкогольным напитком, подающемся в кафе и ресторанах по всей стране.